# 552
552 (DLII) fue un año bisiesto comenzado en lunes del calendario juliano, en vigor en aquella fecha.

## Acontecimientos
- El budismo es introducido en Japón; su filosofía resultó muy atrayente para los japoneses, que lo incorporaron a la vida cotidiana.[1]
- Junio: El ejército imperial oriental, al mando del patricio de 80 años Liberio, desembarca en España y ocupa el sur del Guadalquivir y la costa andaluza mediterránea. El ejército real visigodo marcha desde Mérida a Sevilla, en donde tiene lugar la Batalla de Sevilla: Las tropas visigodas del rebelde Atanagildo, unidas a las imperiales de Liberio, derrotan al ejército real del rey godo Agila I, expulsándole del valle del Guadalquivir.
- El general bizantino Narsés arrebata definitivamente Rávena a los ostrogodos, aniquilando el reino de Italia que queda bajo dominio de Justiniano tras varias campañas militares.[1] El mismo Narsés derrota y mata al rey ostrogodo Totila en la batalla de Busta Gallorum.

## Fallecimientos
- Totila, rey de los ostrogodos.
- Bumin, fundador del Qaγanato de los göktürk.